# Maria Zeferina de França
Maria Zeferina de França (em francês: Marie Zéphirine de France; Versalhes, 26 de agosto de 1750 – Versalhes, 2 de setembro de 1755) era filha de Luís Fernando, Delfim de França, e Maria Josefa da Saxônia, neta de Luís XV de França e Maria Leszczyńska, e irmã mais velha de Luís XVI.

## Biografia

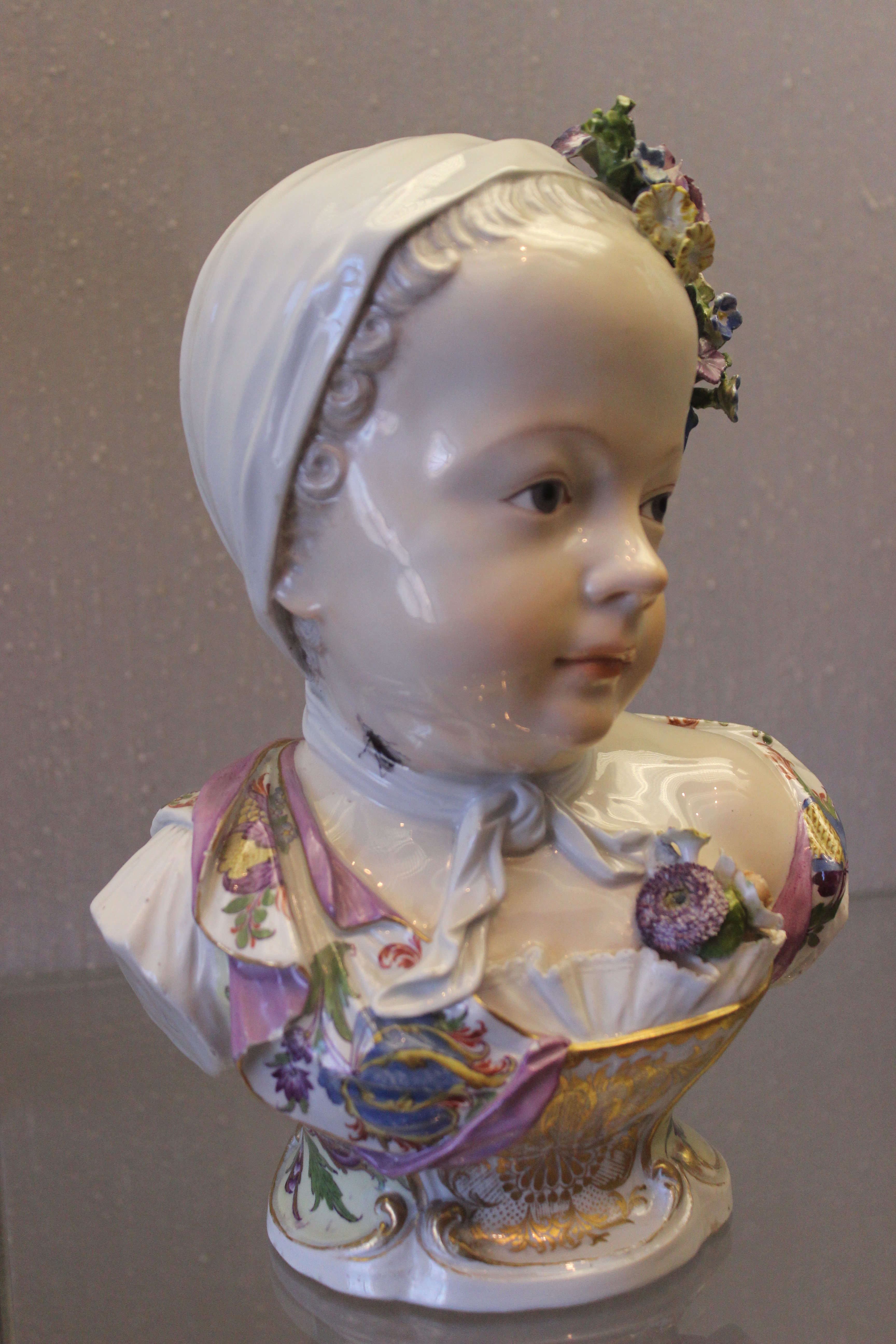
Cabeça de porcelana da Princesa Maria Zeferina.

Maria Zeferina, conhecida como "Madame Royale" ou "La Petite Madame", nasceu no Palácio de Versalhes e recebeu o nome de São Zeferino, cujo dia de festa, ela nasceu. Seu nascimento foi saudado com cautela. Nos dois anos anteriores, Maria Josefa tinha sofrido pelos partos de natimortos e sua saúde era frágil. Luís XV, por outro lado, esperava ter um neto. Marie Isabelle de Rohan serviu como governanta de Maria Zeferina. Ela era uma criança alegre, animada e talentosa para a dança, ela era a companheira de seu irmão mais novo, Luís José Xavier, Duque da Borgonha, que foi muito afetado por sua morte. O delfim e a delfina queriam que sua filha se casasse com seu primo-irmão, o futuro rei da Saxônia Frederico Augusto I da Saxônia.
Quando ela tinha cinco anos de idade, ela foi diagnosticada com peritonite aguda que causa convulsões. Ela é batizada apressadamente com o nome de Maria Zeferina, em homenagem ao santo de seu dia de nascimento, antes de morrer. Maria Zeferina morreu em Versalhes devido a um ataque de convulsões, nas primeiras horas da manhã de 2 de setembro, tendo sido batizada poucos dias antes pelo abade de Chavannes. A corte de Versalhes não estava oficialmente de luto, já que uma princesa francesa só poderia ser chorada se ela tivesse mais de 7 anos de idade. Foi enterrada na Basílica de Saint-Denis, nos arredores de Paris.